# Championnats d'Europe de natation en petit bassin 2002
Navigation
Édition 2001 Édition 2003
Les 10es Championnats d'Europe de natation en petit bassin, organisés par la LEN, se sont tenus à Riesa (Allemagne), du 12 au 15 décembre 2002.
La SachsenArena est le cadre des 38 épreuves de ces Championnats.
| Records battus : Record du monde - Records d'Europe Le tableau des médailles Nage libre : 50 m - 100 m - 200 m - 400 m - 800 m - 1 500 m Dos : 50 m - 100 m - 200 m Brasse : 50 m - 100 m - 200 m Papillon : 50 m - 100 m - 200 m Quatre nages : 100 m - 200 m - 400 m Relais : 4 × 50 m nage libre - 4 × 50 m 4 nages |

## Records battus
1 record du monde et 3 records d'Europe ont été battus au cours de ces Championnats

### Record du monde
- 4x50 m 4 nages hommes, battu par le relais allemand qui le porte à 1 min 34 s 72

### Records d'Europe
- 800 m nage libre femmes, battu par Éva Risztov qui le porte à 8 min 14 s 72
- 1 500 m nage libre hommes, battu par Yuri Prilukov qui le porte à 14 min 35 s 06
- 200 m 4 nages femmes, battu par Yana Klochkova qui le porte à 2 min 08 s 28

## Tableau des médailles
| Rang | Nation      | Or | Argent | Bronze | Total |
| ---- | ----------- | -- | ------ | ------ | ----- |
| 1    | Allemagne   | 7  | 7      | 8      | 22    |
| 2    | Italie      | 5  | 2      | 2      | 9     |
| –    | Suède       | 5  | 2      | 2      | 9     |
| 4    | Ukraine     | 4  | 2      | 3      | 9     |
| 5    | Royaume-Uni | 3  | 3      | 1      | 7     |
| 6    | Hongrie     | 3  | 2      | 3      | 8     |
| 7    | Slovaquie   | 3  | 0      | 0      | 3     |
| 8    | Finlande    | 2  | 3      | 1      | 6     |
| 9    | Biélorussie | 2  | 2      | 1      | 5     |
| 10   | Autriche    | 1  | 2      | 0      | 3     |
| 11   | Russie      | 1  | 1      | 3      | 5     |
| –    | Slovénie    | 1  | 1      | 3      | 5     |
| 13   | Pays-Bas    | 1  | 0      | 2      | 3     |
| 14   | Islande     | 1  | 0      | 1      | 2     |
| 15   | Tchéquie    | 0  | 3      | 0      | 3     |
| 16   | Danemark    | 0  | 2      | 1      | 3     |
| 17   | France      | 0  | 2      | 0      | 2     |
| 18   | Croatie     | 0  | 1      | 1      | 2     |
| –    | Israël      | 0  | 1      | 1      | 2     |
| 20   | Suisse      | 0  | 1      | 0      | 1     |
| 21   | Lituanie    | 0  | 0      | 2      | 2     |
| 22   | Espagne     | 0  | 0      | 1      | 1     |
| –    | Grèce       | 0  | 0      | 1      | 1     |
| –    | Roumanie    | 0  | 0      | 1      | 1     |
|      | TOTAL       | 39 | 37     | 38     | 114   |

## Résultats

### 50 m nage libre
| Rang               | Athlète           | Pays     | Temps   |
| ------------------ | ----------------- | -------- | ------- |
| Médaille d'or      | Stefan Nystrand   | Suède    | 21 s 55 |
| Médaille d'argent  | Lorenzo Vismara   | Italie   | 21 s 66 |
| Médaille de bronze | Rolandas Gimbutis | Lituanie | 21 s 74 |

| Rang               | Athlète                 | Pays        | Temps   |
| ------------------ | ----------------------- | ----------- | ------- |
| Médaille d'or      | Alison Sheppard         | Royaume-Uni | 24 s 20 |
| Médaille d'argent  | Aliaksandra Herasimenia | Biélorussie | 24 s 74 |
| Médaille de bronze | Anna-Karin Kammerling   | Suède       | 24 s 98 |

### 100 m nage libre
| Rang               | Athlète         | Pays     | Temps   |
| ------------------ | --------------- | -------- | ------- |
| Médaille d'or      | Lorenzo Vismara | Italie   | 47 s 33 |
| Médaille d'argent  | Jere Hård       | Finlande | 48 s 15 |
| Médaille de bronze | Johan Kenkhuis  | Pays-Bas | 48 s 23 |

| Rang               | Athlète           | Pays        | Temps   |
| ------------------ | ----------------- | ----------- | ------- |
| Médaille d'or      | Alena Popchanka   | Biélorussie | 53 s 66 |
| Médaille d'or      | Martina Moravcová | Slovaquie   | 53 s 66 |
| Médaille de bronze | Petra Dallmann    | Allemagne   | 54 s 03 |

### 200 m nage libre
| Rang               | Athlète            | Pays     | Temps         |
| ------------------ | ------------------ | -------- | ------------- |
| Médaille d'or      | Emiliano Brembilla | Italie   | 1 min 45 s 39 |
| Médaille d'argent  | Květoslav Svoboda  | Tchéquie | 1 min 45 s 45 |
| Médaille de bronze | Matteo Pelliciari  | Italie   | 1 min 45 s 79 |

| Rang               | Athlète          | Pays        | Temps         |
| ------------------ | ---------------- | ----------- | ------------- |
| Médaille d'or      | Alena Popchanka  | Biélorussie | 1 min 55 s 91 |
| Médaille d'argent  | Solenne Figuès   | France      | 1 min 56 s 26 |
| Médaille de bronze | Josefin Lillhage | Suède       | 1 min 56 s 57 |

### 400 m nage libre
| Rang               | Athlète              | Pays   | Temps         |
| ------------------ | -------------------- | ------ | ------------- |
| Médaille d'or      | Emiliano Brembilla   | Italie | 3 min 40 s 60 |
| Médaille d'argent  | Yuri Prilukov        | Russie | 3 min 41 s 90 |
| Médaille de bronze | Athanasios Oikonomou | Grèce  | 3 min 44 s 68 |

| Rang               | Athlète           | Pays      | Temps         |
| ------------------ | ----------------- | --------- | ------------- |
| Médaille d'or      | Éva Risztov       | Hongrie   | 4 min 01 s 95 |
| Médaille d'argent  | Yana Klochkova    | Ukraine   | 4 min 04 s 50 |
| Médaille de bronze | Hannah Stockbauer | Allemagne | 4 min 07 s 48 |

### 800 m nage libre
| Rang               | Athlète           | Pays      | Temps         |
| ------------------ | ----------------- | --------- | ------------- |
| Médaille d'or      | Éva Risztov       | Hongrie   | 8 min 14 s 72 |
| Médaille d'argent  | Flavia Rigamonti  | Suisse    | 8 min 16 s 16 |
| Médaille de bronze | Hannah Stockbauer | Allemagne | 8 min 20 s 92 |

### 1 500m nage libre
| Rang               | Athlète           | Pays        | Temps          |
| ------------------ | ----------------- | ----------- | -------------- |
| Médaille d'or      | Yuri Prilukov     | Russie      | 14 min 35 s 06 |
| Médaille d'argent  | David Davies      | Royaume-Uni | 14 min 42 s 51 |
| Médaille de bronze | Christian Minotti | Italie      | 14 min 51 s 43 |

### 50 m dos
| Rang               | Athlète            | Pays      | Temps   |
| ------------------ | ------------------ | --------- | ------- |
| Médaille d'or      | Thomas Rupprath    | Allemagne | 23 s 66 |
| Médaille d'argent  | Stev Theloke       | Allemagne | 24 s 29 |
| Médaille de bronze | Darius Grigalionis | Lituanie  | 24 s 62 |

| Rang               | Athlète            | Pays      | Temps   |
| ------------------ | ------------------ | --------- | ------- |
| Médaille d'or      | Antje Buschschulte | Allemagne | 27 s 62 |
| Médaille d'argent  | Ilona Hlaváčková   | Tchéquie  | 27 s 75 |
| Médaille de bronze | Janine Pietsch     | Allemagne | 27 s 88 |

### 100 m dos
| Rang               | Athlète         | Pays      | Temps   |
| ------------------ | --------------- | --------- | ------- |
| Médaille d'or      | Thomas Rupprath | Allemagne | 51 s 51 |
| Médaille d'argent  | Stev Theloke    | Allemagne | 51 s 71 |
| Médaille de bronze | Örn Arnarson    | Islande   | 51 s 91 |

| Rang               | Athlète            | Pays        | Temps   |
| ------------------ | ------------------ | ----------- | ------- |
| Médaille d'or      | Antje Buschschulte | Allemagne   | 58 s 60 |
| Médaille d'argent  | Ilona Hlaváčková   | Tchéquie    | 59 s 61 |
| Médaille de bronze | Sarah Price        | Royaume-Uni | 59 s 83 |

### 200 m dos
| Rang               | Athlète       | Pays    | Temps         |
| ------------------ | ------------- | ------- | ------------- |
| Médaille d'or      | Örn Arnarson  | Islande | 1 min 54 s 00 |
| Médaille d'argent  | Stephen Parry | Israël  | 1 min 54 s 11 |
| Médaille de bronze | Gordan Kožulj | Croatie | 1 min 54 s 50 |

| Rang               | Athlète             | Pays        | Temps         |
| ------------------ | ------------------- | ----------- | ------------- |
| Médaille d'or      | Sarah Price         | Royaume-Uni | 2 min 05 s 19 |
| Médaille d'argent  | Antje Buschschulte  | Allemagne   | 2 min 06 s 26 |
| Médaille de bronze | Stanislava Komarova | Russie      | 2 min 07 s 57 |

### 50 m brasse
| Rang               | Athlète       | Pays      | Temps   |
| ------------------ | ------------- | --------- | ------- |
| Médaille d'or      | Oleg Lisogor  | Ukraine   | 26 s 94 |
| Médaille d'argent  | Mark Warnecke | Allemagne | 27 s 15 |
| Médaille de bronze | Jens Kruppa   | Allemagne | 27 s 36 |

| Rang               | Athlète        | Pays      | Temps   |
| ------------------ | -------------- | --------- | ------- |
| Médaille d'or      | Emma Igelström | Suède     | 30 s 89 |
| Médaille d'argent  | Sarah Poewe    | Allemagne | 30 s 90 |
| Médaille de bronze | Janne Schäfer  | Allemagne | 31 s 12 |

### 100 m brasse
| Rang               | Athlète        | Pays     | Temps   |
| ------------------ | -------------- | -------- | ------- |
| Médaille d'or      | Oleg Lisogor   | Ukraine  | 59 s 09 |
| Médaille d'argent  | Hugues Duboscq | France   | 59 s 18 |
| Médaille de bronze | Jarno Pihlava  | Finlande | 59 s 49 |

| Rang               | Athlète      | Pays      | Temps         |
| ------------------ | ------------ | --------- | ------------- |
| Médaille d'or      | Sarah Poewe  | Allemagne | 1 min 06 s 67 |
| Médaille d'argent  | Mirna Jukić  | Autriche  | 1 min 07 s 11 |
| Médaille de bronze | Ágnes Kovács | Hongrie   | 1 min 07 s 97 |

### 200 m brasse
| Rang               | Athlète           | Pays     | Temps         |
| ------------------ | ----------------- | -------- | ------------- |
| Médaille d'or      | Davide Rummolo    | Italie   | 2 min 07 s 70 |
| Médaille d'argent  | Maxim Podoprigora | Autriche | 2 min 09 s 87 |
| Médaille de bronze | Richard Bodor     | Hongrie  | 2 min 10 s 62 |

| Rang               | Athlète      | Pays      | Temps         |
| ------------------ | ------------ | --------- | ------------- |
| Médaille d'or      | Mirna Jukić  | Autriche  | 2 min 21 s 66 |
| Médaille d'argent  | Sarah Poewe  | Allemagne | 2 min 21 s 99 |
| Médaille de bronze | Anne Poleska | Allemagne | 2 min 23 s 51 |

### 50 m papillon
| Rang               | Athlète         | Pays     | Temps   |
| ------------------ | --------------- | -------- | ------- |
| Médaille d'or      | Jere Hård       | Finlande | 23 s 47 |
| Médaille d'argent  | Miloš Milošević | Croatie  | 23 s 62 |
| Médaille de bronze | Igor Marchenko  | Russie   | 23 s 75 |

| Rang               | Athlète               | Pays   | Temps   |
| ------------------ | --------------------- | ------ | ------- |
| Médaille d'or      | Anna-Karin Kammerling | Suède  | 25 s 78 |
| Médaille d'argent  | Lena Hallander        | Suède  | 26 s 74 |
| Médaille de bronze | Vered Borochovski     | Israël | 26 s 87 |

### 100 m papillon
| Rang               | Athlète         | Pays      | Temps   |
| ------------------ | --------------- | --------- | ------- |
| Médaille d'or      | Thomas Rupprath | Allemagne | 50 s 77 |
| Médaille d'argent  | Andriy Serdinov | Ukraine   | 51 s 57 |
| Médaille de bronze | Igor Marchenko  | Russie    | 51 s 61 |

| Rang               | Athlète               | Pays      | Temps   |
| ------------------ | --------------------- | --------- | ------- |
| Médaille d'or      | Martina Moravcová     | Slovaquie | 56 s 82 |
| Médaille d'argent  | Anna-Karin Kammerling | Suède     | 57 s 94 |
| Médaille de bronze | Mette Jacobsen        | Danemark  | 59 s 09 |

### 200 m papillon
| Rang               | Athlète       | Pays        | Temps         |
| ------------------ | ------------- | ----------- | ------------- |
| Médaille d'or      | Stephen Parry | Royaume-Uni | 1 min 52 s 91 |
| Médaille d'argent  | James Hickman | Royaume-Uni | 1 min 53 s 02 |
| Médaille de bronze | Ioan Gherghel | Roumanie    | 1 min 55 s 49 |

| Rang               | Athlète        | Pays     | Temps         |
| ------------------ | -------------- | -------- | ------------- |
| Médaille d'or      | Éva Risztov    | Hongrie  | 2 min 07 s 19 |
| Médaille d'argent  | Mette Jacobsen | Danemark | 2 min 08 s 30 |
| Médaille de bronze | Roser Vives    | Espagne  | 2 min 08 s 40 |

### 100 m quatre nages
| Rang               | Athlète       | Pays     | Temps   |
| ------------------ | ------------- | -------- | ------- |
| Médaille d'or      | Peter Mankoč  | Slovénie | 53 s 05 |
| Médaille d'or      | Javi Sievinem | Finlande | 53 s 58 |
| Médaille de bronze | Oleg Lisogor  | Ukraine  | 53 s 65 |

| Rang               | Athlète           | Pays        | Temps         |
| ------------------ | ----------------- | ----------- | ------------- |
| Médaille d'or      | Martina Moravcová | Slovaquie   | 1 min 00 s 21 |
| Médaille d'argent  | Alison Sheppard   | Royaume-Uni | 1 min 00 s 99 |
| Médaille de bronze | Alenka Kejžar     | Slovénie    | 1 min 01 s 43 |

### 200 m quatre nages
| Rang               | Athlète          | Pays     | Temps         |
| ------------------ | ---------------- | -------- | ------------- |
| Médaille d'or      | Jani Sievinen    | Finlande | 1 min 55 s 47 |
| Médaille d'argent  | Tamás Kerekjarto | Hongrie  | 1 min 56 s 07 |
| Médaille de bronze | Peter Mankoč     | Slovénie | 1 min 56 s 28 |

| Rang               | Athlète        | Pays        | Temps         |
| ------------------ | -------------- | ----------- | ------------- |
| Médaille d'or      | Yana Klochkova | Ukraine     | 2 min 08 s 28 |
| Médaille d'argent  | Alenka Kejžar  | Slovénie    | 2 min 09 s 33 |
| Médaille de bronze | Hanna Shcherba | Biélorussie | 2 min 10 s 23 |

### 400 m quatre nages
| Rang               | Athlète           | Pays     | Temps         |
| ------------------ | ----------------- | -------- | ------------- |
| Médaille d'or      | Alessio Boggiatto | Italie   | 4 min 07 s 44 |
| Médaille d'argent  | Jacob Carstensen  | Danemark | 4 min 08 s 80 |
| Médaille de bronze | László Cseh       | Hongrie  | 4 min 08 s 96 |

| Rang               | Athlète        | Pays     | Temps         |
| ------------------ | -------------- | -------- | ------------- |
| Médaille d'or      | Yana Klochkova | Ukraine  | 4 min 29 s 81 |
| Médaille d'argent  | Éva Risztov    | Hongrie  | 4 min 33 s 09 |
| Médaille de bronze | Alenka Kejžar  | Slovénie | 4 min 33 s 80 |

### 4 × 50 m nage libre
| Rang               | Athlète                                                               | Pays     | Temps         |
| ------------------ | --------------------------------------------------------------------- | -------- | ------------- |
| Médaille d'or      | Johan Kenkhuis Gijs Damen Ewout Holst Mark Veens                      | Pays-Bas | 1 min 26 s 41 |
| Médaille d'argent  | Lorenzo Vismara Christian Galenda Michele Scarica Domenico Fioravanti | Italie   | 1 min 26 s 63 |
| Médaille de bronze | Denys Sylantyev Oleksandr Volynets Oleg Lisogor Vyacheslav Shyrshov   | Ukraine  | 1 min 26 s 83 |

| Rang               | Athlète                                                                    | Pays        | Temps         |
| ------------------ | -------------------------------------------------------------------------- | ----------- | ------------- |
| Médaille d'or      | Josefin Lillhage Therese Alshammar Anna-Karin Kammerling Cathrine Carlsson | Suède       | 1 min 38 s 65 |
| Médaille d'argent  | Aliaksandra Herasimenia Hanna Shcherba Sviatlana Khakhlova Alena Popchanka | Biélorussie | 1 min 39 s 03 |
| Médaille de bronze | Antje Buschschulte Dorothea Brandt Petra Dallmann Janine Pietsch           | Allemagne   | 1 min 39 s 56 |

### 4 × 50 m quatre nages
| Rang               | Athlète                                                             | Pays      | Temps         |
| ------------------ | ------------------------------------------------------------------- | --------- | ------------- |
| Médaille d'or      | Stev Theloke Jens Kruppa Thomas Rupprath Carsten Dehmlow            | Allemagne | 1 min 34 s 72 |
| Médaille d'argent  | Jani Sievinen Jarno Pihlava Tero Välimaa Jere Hård                  | Finlande  | 1 min 35 s 69 |
| Médaille de bronze | Vyacheslav Shyrshov Oleg Lisogor Andriy Serdinov Oleksandr Volynets | Ukraine   | 1 min 36 s 46 |

| Rang               | Athlète                                                           | Pays      | Temps         |
| ------------------ | ----------------------------------------------------------------- | --------- | ------------- |
| Médaille d'or      | Jenny Lind Emma Igelström Anna-Karin Kammerling Therese Alshammar | Suède     | 1 min 48 s 42 |
| Médaille d'argent  | Janine Pietsch Sarah Poewe Nele Hofmann Antje Buschschulte        | Allemagne | 1 min 49 s 25 |
| Médaille de bronze | Suze Valen Madelon Baans Chantal Groot Marleen Veldhuis           | Pays-Bas  | 1 min 50 s 56 |